# Scolopostethus puberulus
Scolopostethus puberulus är en insektsart som beskrevs av Géza Horváth 1887. Scolopostethus puberulus ingår i släktet Scolopostethus, och familjen fröskinnbaggar. Arten är reproducerande i Sverige.